# Barbara Anita Gawdzik
Barbara Anita Gawdzik (ur. 3 grudnia 1964 w Zagnańsku) – polska chemiczka, prorektor Uniwersytetu Jana Kochanowskiego w Kielcach.

## Życiorys
W 1983 rozpoczęła studia w specjalności chemia i technologia organiczna na Wydziale Chemii Politechniki Krakowskiej im. Tadeusza Kościuszki. 3 lipca 1988 uzyskała tytuł magistra inżyniera chemika. W latach 1987–1989 odbyła studia podyplomowe w zakresie psychologii w ramach Uczelnianego Studium Pedagogiki i Psychologii w Krakowie. Stopień doktora nauk technicznych w dyscyplinie technologia chemiczna uzyskała na Wydziale Inżynierii i Technologii Chemicznej Politechniki Krakowskiej, broniąc z wyróżnieniem napisaną pod kierunkiem Czesława Wawrzeńczyka pracę doktorską „Otrzymywanie nowych syntonów do reakcji Hornera-Wadsworth-Emmonsa”. W 2012 tamże uzyskała stopień doktor habilitowanej nauk technicznych w dyscyplinie technologia chemiczna, specjalność chemia organiczna, na podstawie osiągnięcia naukowego w postaci cyklu publikacji „Synteza i modyfikacje strukturalne biologicznie aktywnych fosfonianów i borapochodnych o potencjalnych właściwościach biologicznych”.
1 października 1988 rozpoczęła pracę jako asystentka stażystka w Zakładzie Chemii Organicznej w Instytucie Chemii ówczesnej Wyższej Szkoły Pedagogicznej w Kielcach. Od 2017 na stanowisku profesora uczelni w Instytucie Chemii Wydziału Nauk Ścisłych i Przyrodniczych Uniwersytetu Jana Kochanowskiego. Od 2016 do 2020 dziekan Wydziału Nauk Ścisłych i Przyrodniczych (uprzednio Wydział Matematyczno-Przyrodniczy). Prorektor ds. kształcenia w kadencji 2020–2024.
Jej zainteresowania naukowe obejmują: opracowywanie nowych metod syntezy i funkcjonalizacji strukturalnych bioaktywnych połączeń hetero- i makrocyklicznych oraz poszukiwane korelacji pomiędzy strukturą a aktywnością biologiczną.
Od 2009 członkini Komitetu Głównego oraz sekretarz Komitetu Okręgowego Olimpiady Chemicznej. W 2019 została przewodniczącą Świętokrzyskiego Okręgu Polskiego Towarzystwa Chemicznego.

## Odznaczenia i wyróżnienia
- Medal Komisji Edukacji Narodowej (2013)[1]
- Nagroda Studentów UJK „Przyjaciel Studenta” (2016)[1]
- „Wykładowca Roku” (2018)[1]